# آلیسون نولز
آلیسون نولز (متولد ۱۹۳۳) هنرمند تجسمی آمریکایی است که به خاطر نصب‌ها، اجراها، کارهای صوتی و نشریاتش شناخته می‌شود. نولز یکی از اعضای بنیان‌گذار جنبش فلوکسوس بود، شبکه‌ای بین‌المللی از هنرمندان که به ترکیب رسانه‌ها و رشته‌های هنری مختلف می‌پرداختند. معیارهایی که باعث تمایز کارهای او به عنوان هنرمند می‌شوند، عرصه پرفورمانس، عدم تعیین آثار اجرایی او که به سلب اعتبار اثر منجر می‌شود، و عنصر مشارکت لمسی هستند. او از مؤسسه پرت در نیویورک با مدرک افتخاری در هنرهای زیبا فارغ‌التحصیل شد. در ماه مه ۲۰۱۵، او توسط مؤسسه پرات به دریافت دکترای افتخاری نائل آمد.
در دهه ۱۹۶۰، او به‌طور فعال در صحنه هنری منطقه پایین شهر نیویورک مشارکت داشت و با هنرمندان تأثیرگذاری مانند جان کیج و مارسل دوشان همکاری کرد. در این زمان، او شروع به تولید رویدادهای اجرایی کرد، یعنی اجراهایی که زندگی روزمره را به هنر تبدیل می‌کنند. گنجاندن عناصر بصری، شنیداری و لمسی توسط نولز، هنر او را از آثار دیگر هنرمندان فلوکسوس متمایز می‌کند.
از ۲۰ ژوئیه ۲۰۲۲ تا ۱۲ فوریه ۲۰۲۳، آلیسون نولز موضوع به نام آلیسون نولز: یک بازنگری (۱۹۶۰–۲۰۲۲) بود در موزه هنر برکلی و آرشیو فیلم اقیانوس آرام دانشگاه کالیفرنیا.

## کارهای اولیه
انتقالی از کالج میدلبری در ورمونت، نولز در سال ۱۹۵۶ از مؤسسه پرت فارغ‌التحصیل شد. از آنجا که پدرش استاد در پرات بود، او توانست بدون هزینه در این مدرسه ثبت‌نام کند. در کلاس‌های شبانه، نولز با اکسپرسیونیست انتزاعی آدولف گوتلیب نقاشی می‌کرد. او هلن فرانکن‌تالر را تحسین می‌کرد و با آثار جکسون پولاک آشنا بود. فرانز کلاین نیز برخی از دوره‌های نقاشی را تدریس کرد. در طول روز، نولز طراحی گرافیک و طراحی تجاری را مطالعه می‌کرد. یک کلاس به تدریس نقاش ریچارد لیندرن برای نولز بسیار تأثیرگذار بود. نولز در مصاحبه‌ای در سال ۲۰۰۶ گفت: «آنچه در آنجا آموختم این بود که من یک هنرمند هستم. آنچه باید آموخته باشم این است که من یک نقاش نیستم.»
در علاوه بر پدرش، نولز جان کیج را به عنوان یکی دیگر از مربیان خود معرفی می‌کند. او از طریق یکی از دوره‌های کیج که در سال ۱۹۵۸ در نیو اسکول تدریس می‌شد، با او آشنا شد. بسیاری از رهبران فلوکسوس، مانند دیک هیگینز، جورج برشت، آلفرد ارل هانسن و آلان کاپرو، در آن کلاس تاریخی شرکت کردند. تمرکز نولز در نقاشی پس از نمایشگاه خود در گالری نونگون در نیویورک که در آن همه آثارش را در یک آتش‌سوزی پشت خانه برادرش نابود کرد، کاهش یافت. این عمل نابودی مستقیماً منجر به ارتباط او با انواع دیگر کارها و در نهایت با فلوکسوس شد. در اولین تور فلوکسوس در سال ۱۹۶۲، نولز شروع به نوشتن امتیازات رویدادی کرد که به سرعت به جنبه‌ای اصلی از جنبش تبدیل شد.
پس از شرکت در اولین جشنواره‌های فلوکسوس در اروپا از سال ۱۹۶۲ تا ۱۹۶۳، نولز به ایالات متحده بازگشت و شروع به ساخت اشیایی کرد، برخی به عنوان چندگانه‌های فلوکسوس به سفارش جورج ماکیوناس، رهبر این جنبش. آثار مبتنی بر اشیای نولز بر تعامل لمسی و شنیداری مخاطب با اثر هنری تمرکز دارد. در حالی که همکارانش به استانداردهای موسیقی می‌پرداختند، نولز بر شعر و اهمیت کلمه گفتاری تمرکز داشت. در دهه ۱۹۶۰، او شروع به استفاده از لوبیا در هنر خود کرد، که یک موتیف معمول در کارهای او بود. لوبیا یک شیء منحصر به فرد بود که در زمانی که هنرمندان دیگر فلوکسوس از ضایعات خیابانی، اشیاء آماده و اشیاء مجموعه استفاده می‌کردند، استفاده می‌شد.